# De zwarte steen
De zwarte steen is het vijftiende album uit de stripreeks Jugurtha van de Belgische tekenaar Franz Drappier en schrijver Jean-Luc Vernal. Het is het laatste album dat door Franz getekend werd in de reeks. In 1991 werd het uitgebracht in het Nederlandse taalgebied. 

## Verhaal
Dzem, stamhoofd van de Woodabee, is op zoek naar zijn verdwenen vrouw en overvalt met zijn krijgers de bewakers van Balsam in de maanbergen. Zij dringen door tot het gangenstelsel beneden in de berg, maar raken verliezen hun leven als ze in een valkuil terechtkomen waarmee de doorgang is bezaaid. Ook Jugurtha en Kajar ondervinden de nodige problemen waarbij Kajar wordt gedood door de zwarte steen. Uiteindelijk slaagt Jugurtha erin om de achterkant van de bergen, waar de vrouwen voor Balsam zich bevinden, te bereiken. Hier vindt hij Vania terug. Omdat Vania wil weten wat er met de vrouwen gebeurd als naar  de grote voorvader gebracht worden gaan ze verder op onderzoek. Kiheta, de dochter van Mwamia Nyzana, sluit zich bij hun aan. Gedrieën bereiken ze de top van de berg en ontdekken de verblijfplaats van de grote voorvader.